# Love’s
Love’s Travel Stops & Country Stores или Love’s — американская компания, насчитывающая более 630 трак-стопов в 42 штатах США. Компания находится в частной собственности семьи Лав, её штаб-квартира находится в Оклахома-Сити, штат Оклахома. Love’s заняла 10-е место в списке крупнейших частных компаний Америки по версии Forbes за 2022 год. У Love’s есть два основных типа магазинов: деревенские магазины и дорожные остановки. Деревенские магазины — это заправочные станции с находящимся рядом магазином. Более крупные дорожные остановки расположены вдоль автомагистралей и предлагают дополнительные удобства, такие как еда из таких сетей ресторанов, как Arby's, Bojangles, Burger King, Chester’s, Dunkin’ Donuts, McDonald’s, Taco John's, Subway, Wendy’s, Hardee’s и Carl’s Jr., парковка для грузовиков, душевые и прачечная. В 2022 году компания начала добавлять остановки для автодомов. В 2023 году в Love’s работало более 40 000 сотрудников.

## История

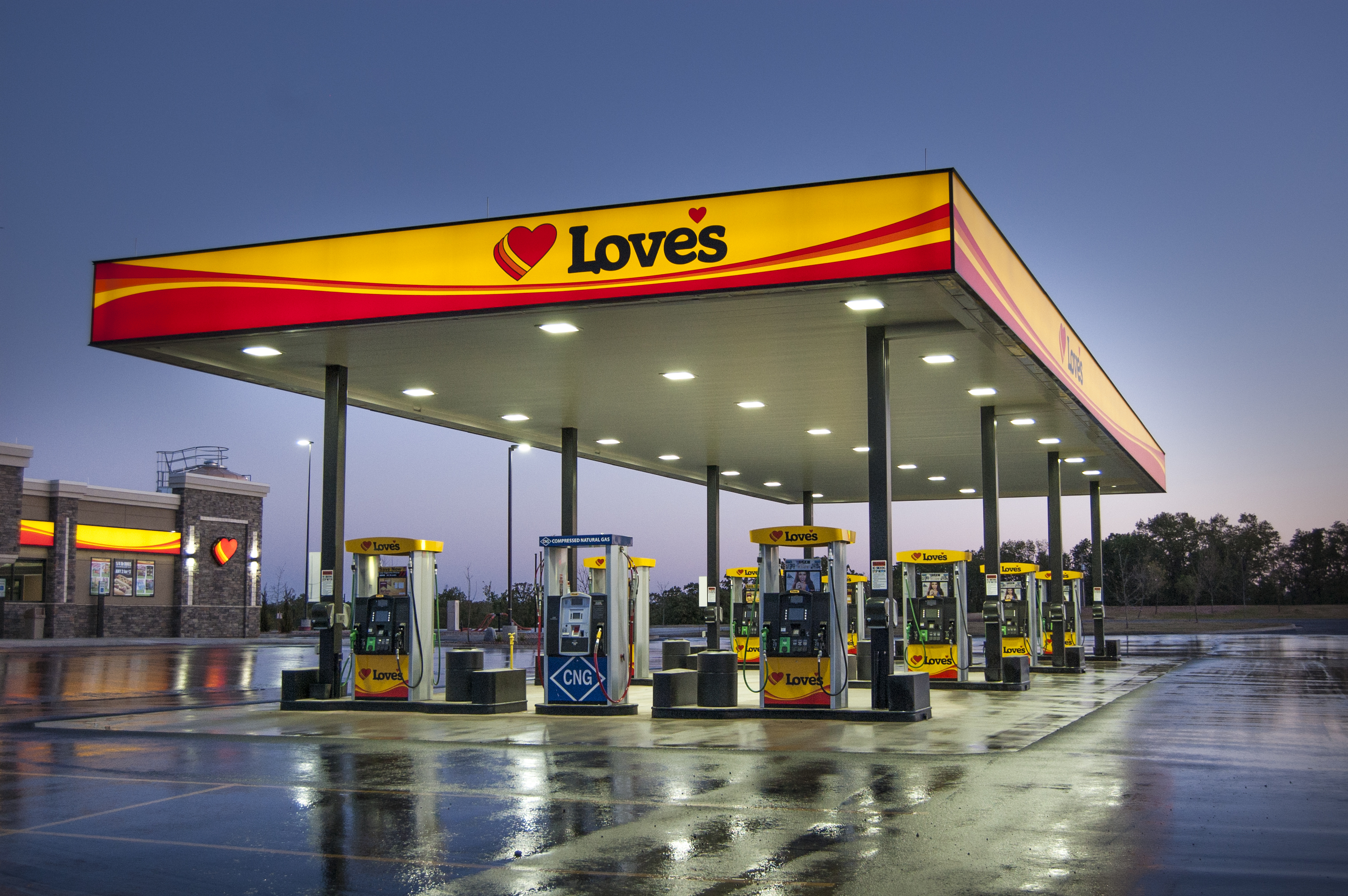
Заправочная станция Love’s на I-40 в Чокто, штат Оклахома, 2014 год.

В 1964 году Том и Джуди Лав потратили 5000 долларов (что эквивалентно 49 100 долларам в 2023 году), которые были одолжены у родителей Джуди, на аренду заброшенной станции технического обслуживания в Ватонге, штат Оклахома, в часе езды к северо-западу от Оклахома-Сити. Они назвали свою компанию Musket Corporation. В течение следующих восьми лет компания Musket открыла еще 40 автозаправочных станций. Все они поставляли бензин компании Kerr-McGee. Среди нововведений, которые внедрила компания, были увеличенные часы обслуживания и продажа товаров, не связанных с топливом.
Когда в начале 1970-х годов начался топливный кризис и в Соединённых Штатах стало не хватать бензина, Том Лав ради успеха компании диверсифицировал свою деятельность. Он запустил новую концепцию в Ватонге: деревенский магазин у дома. Концепция оказалась успешной, и компания быстро открыла ещё несколько магазинов в западной Оклахоме. В 1972 году Musket решила превратить все свои станции в круглосуточные магазины и заправки самообслуживания. К 1973 году компания начала использовать фамилию для обозначения своих магазинов. Новым названием стало Love’s Country Stores.
К 1978 году Love’s Country Stores насчитывала 60 магазинов в небольших населённых пунктах в Оклахоме, Канзасе, Колорадо, Нью-Мексико и Техасе. В том же году компания начала предлагать Fresh Daily Deli — сэндвичи, ежедневно готовящиеся непосредственно в магазинах. Продажа готовой еды стала третьим источником прибыли компании. Сегодня Fresh Daily Deli называется Love’s Subs. В 1985 году в Love’s появились сувениры. В 1993 году, Taco Bell стала партнёром компании, открыв совместную точку в Оклахома-Сити. Успех этого партнёрства быстро рос.

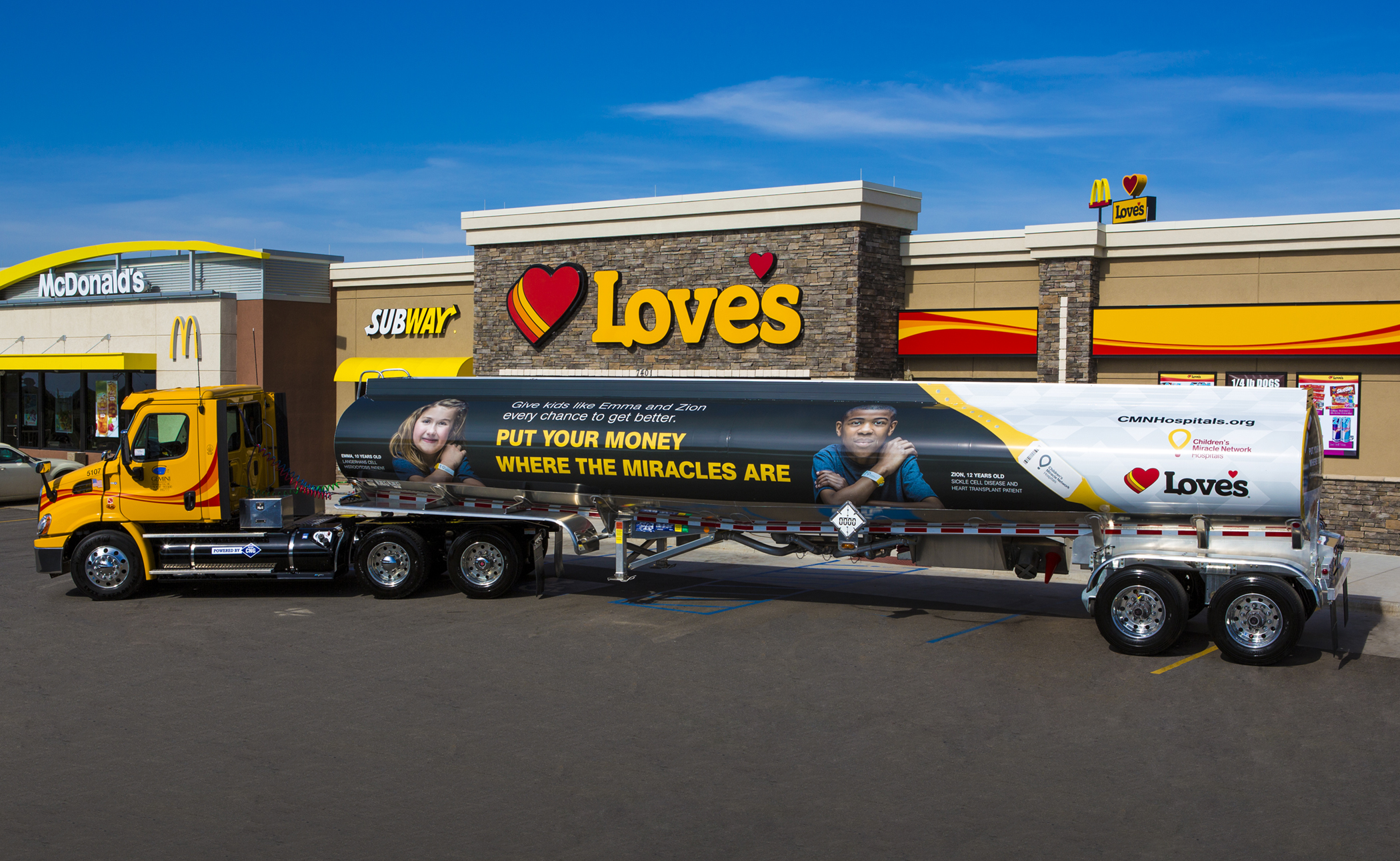
Бензовох Love’s на фоне совместной точки компании с McDonald’s и Subway, 2015 год.

В 1995 году компания открыла свое первое заведение общепита под тремя брендами в Эль-Пасо, штат Техас. В этом месте были представлены Subway, Taco Bell и Pizza Hut. К концу 1990-х годов компания сотрудничала с целым рядом ресторанов под разными брендами, включая Arby’s, Baskin-Robbins, Bojangles, Burger King, Carl’s Jr., Chester’s, Dairy Queen, Del Taco, Denny’s, Dunkin’ Donuts, Godfather’s Pizza, Green Burrito, Hardee’s, IHOP, McDonald’s., Sonic Drive-In, Subway, Taco Bell, Taco John’s и Wendy’s. В 2000 году Sales & Marketing Executives International присудила компании Love премию Outlook 2000 за инновации и выдающийся вклад в будущее индустрии круглосуточных магазинов. В 2008 году открылось первый центр шиномонтажа для грузовик, и с тех пор бизнес вырос в общенациональную сеть центров, предлагающих шины, оборудование, легкие механические работы, замену масла и придорожный сервис.
30 июня 2010 года Love’s приобрела 20 точек Pilot Travel Centers и шесть — Flying J, чтобы Федеральная торговая комиссия одобрила слияние Pilot и Flying J. 15 марта 2019 года Love’s Travel Stops & Country Stores заключила партнёрское соглашение с клубом Национальной баскетбольной ассоциации «Оклахома Сити Тандер», что позволило разместить логотип Love’s на майках команды.

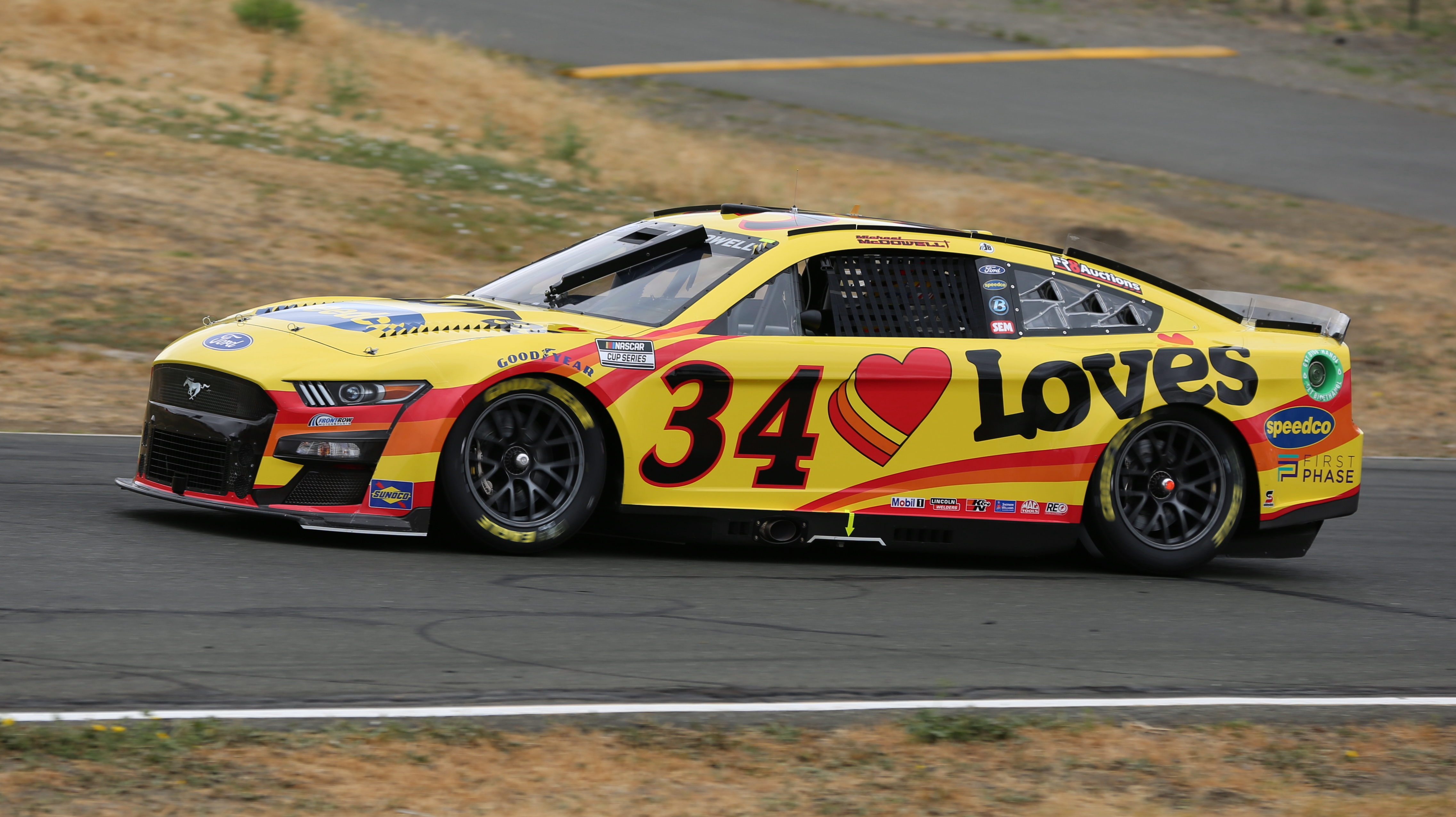
34-й Ford Mustang Майкла Макдауэлла на трассе Сонора, 2022 год.

C 2014 года компания является спонсором команды NASCAR Cup Series Front Row Motorsports. Её логотип был размещён на машине Майкла Макдауэлла, когда он занял 1-е место в Daytona 500 2021. В 2021 году Front Row Motorsports запустила команду в NASCAR Truck Series, и Love’s стала её основным спонсором. Их логотип был на пикапе Зейна Смита, когда он в очередной раз выиграл NextEra Energy 250, и на пикапе Лэйна Риггса, когда он выиграл UNOH 200. В 2025 году машиной с логотипом Love’s будет управлять Тодд Гиллилэнд.

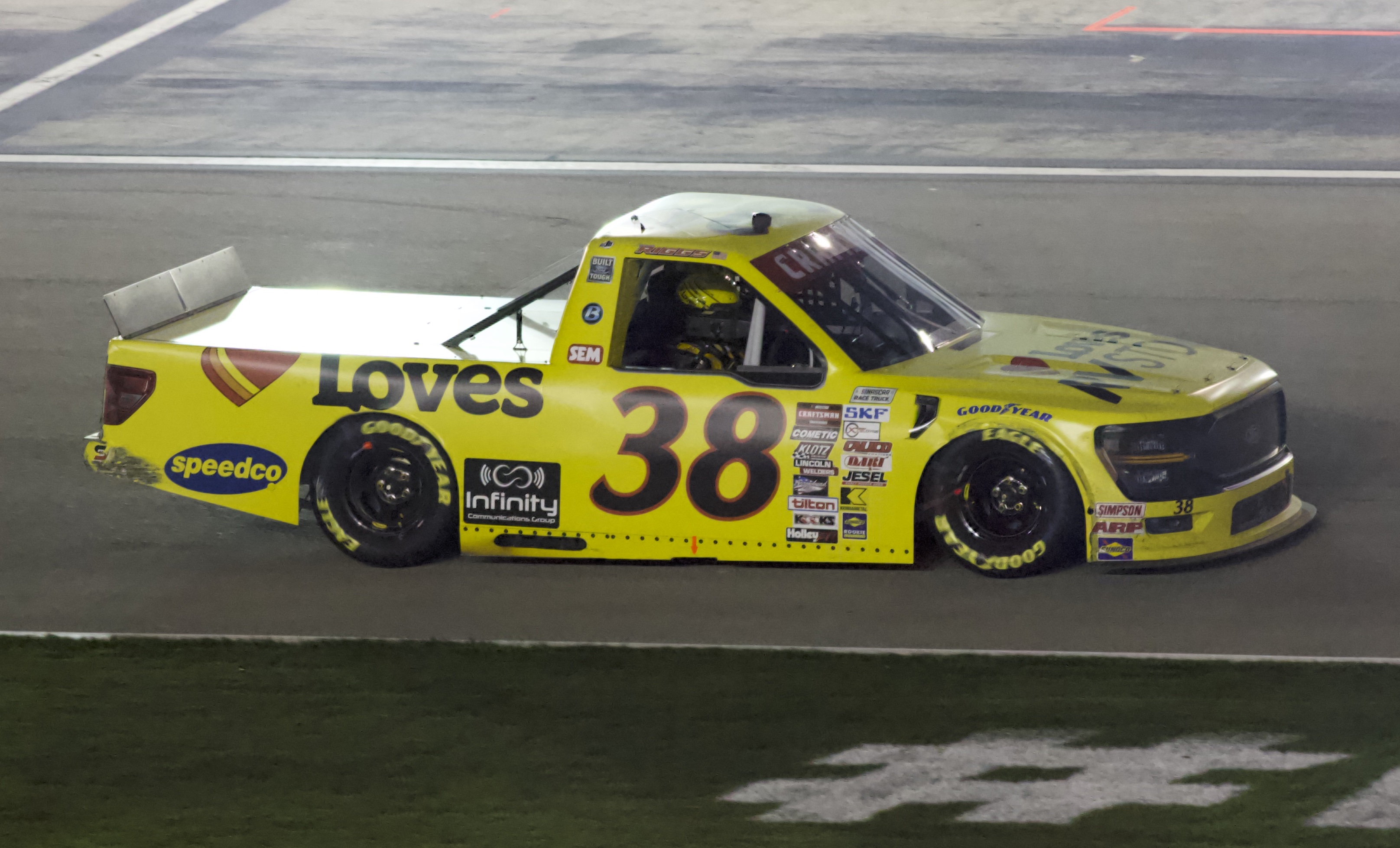
38-й пикап Лэйна Риггса на автодроме Лас-Вегаса, 2024 год.

В феврале 2023 года Love’s объявила о приобретении сети магазинов EZ GO Stores, базирующейся в Лотоне, штат Оклахома, и состоящей из 22 круглосуточных магазинов, работающих в трех штатах (15 магазинов и станция КПГ в Оклахоме, пять магазинов в Канзасе и два магазина в Небраске). 7 марта в возрасте 85 лет скончался основатель и исполнительный председатель Том Лав. Его жена Джуди скончалась 5 ноября 2024 года в возрасте 87 лет.